# Voo Lanhsa Airlines 018
O Voo Aerolínea Lanhsa 018 (ICAO: LNH 018) foi uma rota comercial doméstica operada pela Aerolínea Lanhsa, utilizando um BAe Jetstream 32, entre o Aeroporto Internacional Juan Manuel Gálvez, em Roatán, e o Aeroporto Internacional Golosón, em La Ceiba, Honduras. Em 17 de março de 2025, às 18:16 hora local (UTC−6), a aeronave caiu no Mar das Caraíbas, a cerca de 1 quilômetro da costa de Roatán, segundos após a decolagem, resultando na morte de 13 das 18 pessoas a bordo.

## O acidente
O voo LNH 018 decolou do Aeroporto Internacional Juan Manuel Gálvez na noite de 17 de março de 2025. Poucos segundos após a decolagem, a aeronave, registrada como HR-AYW, caiu no mar. Vídeos divulgados pela Polícia Nacional de Honduras mostram o local do acidente em meio à escuridão, com destroços visíveis na água. Dos 18 ocupantes — 15 passageiros e 3 tripulantes —, 13 morreram, incluindo o conhecido músico hondurenho Aurelio Martínez, enquanto 5 foram resgatados com vida.

### Resgate
As operações de resgate começaram imediatamente após o acidente, envolvendo a Polícia Nacional, o Corpo de Bombeiros e outros serviços de emergência. Franklin Borjas, chefe dos bombeiros de Roatán, informou que o acesso ao local foi dificultado por uma área de mais de 30 metros de rochas submersas, tornando impossível alcançá-lo a pé ou nadando. Sobreviventes foram transportados para hospitais em Roatán e San Pedro Sula. A presidenta Xiomara Castro anunciou a ativação do Comitê de Operações de Emergência (COE), composto pelas Forças Armadas, Bombeiros e Cruz Vermelha, para coordenar os esforços de assistência.

## Investigação
A Agência Hondurenha de Aeronáutica Civil (AHAC) assumiu a investigação do acidente, com a causa ainda sob análise. Um comunicado policial sugeriu uma "falha mecânica aparente" como possível motivo, mas nenhuma conclusão oficial foi divulgada até 18 de março de 2025.

## Vítimas
Entre os passageiros estavam um cidadão americano e um francês, além de Aurelio Martínez, um renomado músico garífuna. Os cinco sobreviventes sofreram ferimentos e receberam atendimento médico. A identidade de outras vítimas não foi detalhada nas primeiras horas após o acidente.

## Aeronave
O BAe Jetstream 32, prefixo HR-AYW, foi fabricado em 1990 e entregue inicialmente à Trans World Express, uma subsidiária da Trans World Airlines. Operado pela Lanhsa Airlines em anos recentes, o avião era usado em rotas regionais curtas em Honduras.

## Reações
Xiomara Castro expressou condolências em comunicado oficial e afirmou que hospitais públicos em San Pedro Sula e La Ceiba estavam prontos para atender os feridos. A morte de Aurelio Martínez gerou comoção devido à sua relevância na cultura hondurenha.

## Interrupção das Operações
Algumas semanas após o desastre com o voo 018, a empresa aérea suspendeu todas as operações em abril de 2025. 